# Epipsilia boursini
Epipsilia boursini là một loài bướm đêm trong họ Noctuidae.